# Kadua formosa
Kadua formosa ist eine Pflanzenart aus der Gattung Kadua in der Familie der Rötegewächse (Rubiaceae). Sie kommt endemisch auf Hawaii vor.

## Beschreibung

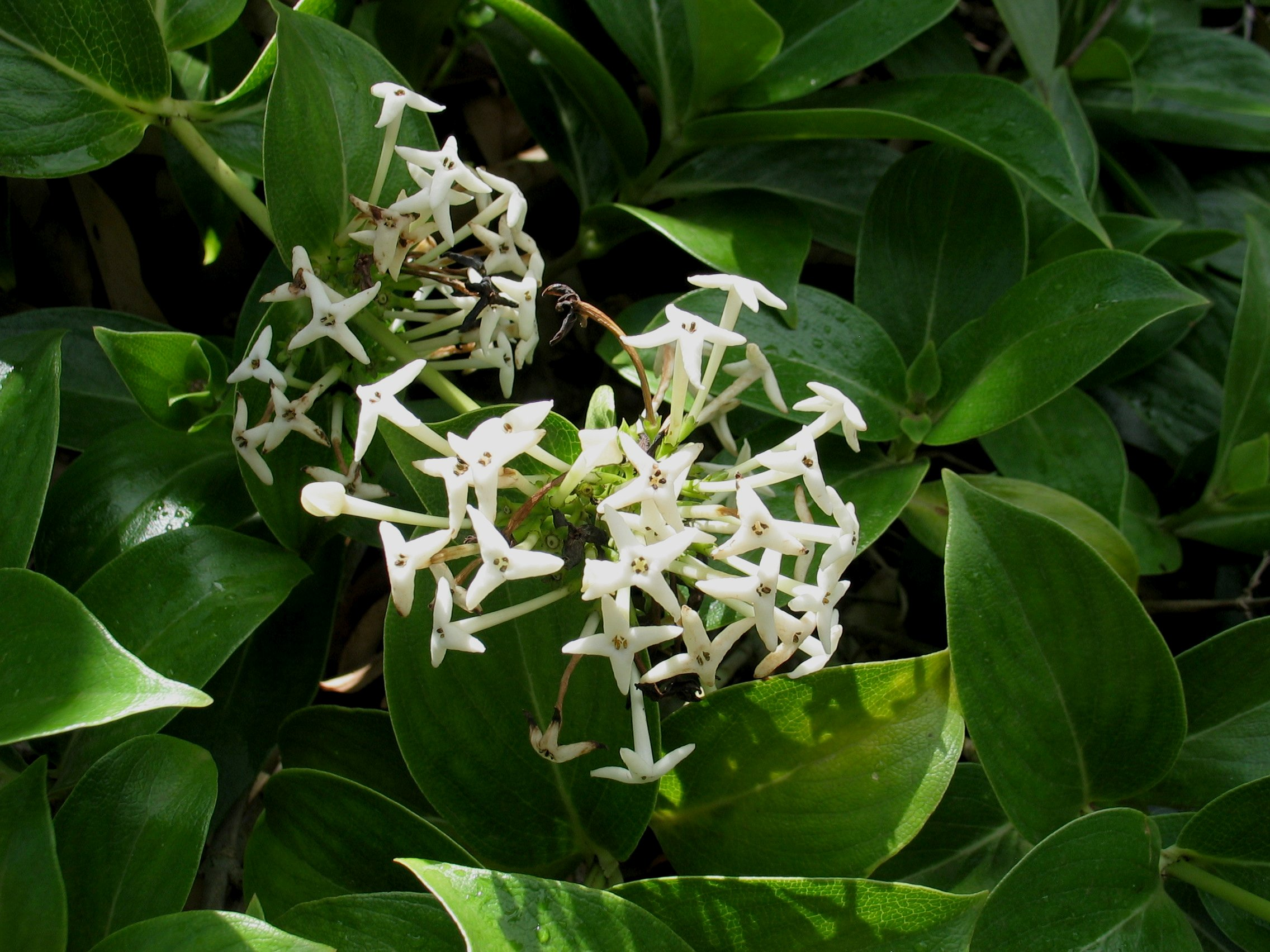
Blütenstand von Kadua formosa

### Vegetative Merkmale
Kadua formosa wächst als Zwergstrauch, der Wuchshöhen von bis zu 1 Meter erreichen kann. Der niederliegende Hauptstamm ist hohl und hat einen annähernd quadratischen Querschnitt. Die Borke ist unbehaart.
Die gegenständig an den Zweigen angeordneten Laubblätter sind in einen Blattstiel und eine Blattspreite gegliedert. Der Blattstiel ist 0,2 bis 0,4 Zentimeter lang. Die einfache, ledrige Blattspreite ist bei einer Länge von 5,5 bis 14 Zentimetern sowie einer Breite von 1,6 bis 4,5 Zentimetern lanzettlich über elliptisch bis länglich geformt. Die Spreitenbasis läuft keilförmig zu, die Spreitenspitze ist zugespitzt zulaufend und der Spreitenrand ist ganzrandig. Von jeder Seite der Blattmittelader zweigen mehrere Paare an Seitenadern ab und die Blattadern höherer Ordnung bilden ein auffälliges, netzartiges Muster. Die Nebenblätter ähneln den Laubblättern, sind mit der Basis des Blattstieles verwachsen und bilden dadurch eine lang zugespitzte Blattscheide. Die breit dreieckige Blattscheide ist 0,35 bis 0,45 Zentimeter lang.

### Generative Merkmale
Die dichten schirmrispenartigen Blütenstände stehen an einem Blütenstandsstiel. Die Blütenstände enthalten mehrere ungestielte oder gestielte Einzelblüten. Die Blütenstiele können zwischen 0,1 und 0,2 Zentimeter lang sein.
Die vierzähligen Blüten sind radiärsymmetrisch. Der zylindrisch-kreiselförmige Blütenbecher wird etwa 0,2 Zentimeter lang. Die Kelchblätter sind miteinander zu einer Kelchröhre verwachsen. Die Kelchlappen sind bei einer Länge von 0,7 bis 1 Millimetern und einer Breite von 0,6 bis 0,7 Millimetern stumpf dreieckig geformt. Die fleischigen, weißen Kronblätter sind stieltellerförmig miteinander verwachsen. Die Kronröhre erreicht eine Länge von 2 bis 2,6 Zentimeter. Die vier Kronlappen erreichen Längen von rund 0,6 bis 0,7 Zentimetern. Der gelappte Griffel ist unbehaart.
Die Kapselfrüchte sind bei einer Länge von 0,9 bis 1,2 Zentimeter und einer Dicke von 0,3 bis 0,35 Zentimeter zylindrisch-elliptisch geformt. Das Endokarp ist stark verholzt. Jede der Früchte enthält mehrere dunkelbraune bis fast schwarze Samen. Sie sind unregelmäßig schildförmig geformt.

## Vorkommen
Das natürliche Verbreitungsgebiet von Kadua formosa liegt auf der zu Hawaii gehörenden Insel Maui.

## Taxonomie
Die Erstbeschreibung als Kadua formosa erfolgte 1888 durch Wilhelm Hillebrand in Flora of the Hawaiian Islands.